# Renegade Nell
Renegade Nell är en brittisk historisk dramaserie vars första säsong hade premiär den 29 mars 2024 på strömningstjänsten Disney+. Första säsongen består av åtta avsnitt.

## Handling
Serien utspelar sig under 1700-talet och kretsar kring Nell Jackson som efter att ha blivit beskylld för mord blir en av de mest fruktade stråtrövarna i England.

## Rollista (i urval)
- Louisa Harland - Nell Jackson
- Joely Richardson - Lady Eularia Moggerhanger
- Adrian Lester - Earl of Poynton
- Nick Mohammed - Billy Blind
- Craig Parkinson - Sam Jackson
- Frank Dillane - Charles Devereux
- Alice Kremelberg - Sofia Wilmot
- Pip Torrens - Lord Blancheford